# Генріх Данкельманн
Генріх Данкельманн (нім. Heinrich Danckelmann; 2 серпня 1887, Варбург — 20 жовтня 1947, Белград) — німецький офіцер, генерал авіації.

## Біографія
Закінчив військове училище в Енгерсі (1906). 2 жовтня 1905 року вступив в 7-й драгунський полк. Учасник Першої світової війни, командир ескадрону 8-го кінно-єгерського полку. З травня 1917 року — на штабних посадах.
Після демобілізації армії залишений в рейхсвері; з 16 травня 1920 року — командир ескадрону 9-го кінного полку, з 1 червня 1922 року — в штабі командування групою, з 1 липня 1923 року — радник 3-ї інспекції Імперського військового міністерства. 1 жовтня 1924 року переведений в штаб командування 1-ю групою, а 1 січня 1926 року — в штаб 2-ї кавалерійської дивізії. 1 жовтня 1932 року призначений командиром 2-го кінного полку, а 1 березня 1934 року переведений у Військове міністерство. 1 жовтня 1934 року разом з деякими іншими офіцерами Генштабу переведений «для посилення» в люфтваффе з призначенням офіцером для особливих доручень при Імперському міністрові авіації. Брав участь у створенні Генштабу люфтваффе. 1 жовтня 1935 року призначений командувачем авіацією 8-го округу в Бреслау, а потім очолив штаб 3-го авіаційного округу (Дрезден). З 1 квітня 1938 року — начальник 8-ї авіаційної області з штаб-квартирою в Бреслау. З 1 лютого 1939 року — генерал для особливих доручень при Імперському міністрові авіації. 
З 1 травня 1939 року — інспектор формувань в Дюссельдорфі. Фактично кар'єра Данкельманна в люфтваффе завершилася, і після Балканської кампанії він був переведений в Сербію на пост військового командувача. У його підпорядкуванні знаходилися окупаційні війська в Сербії, однак Данкельманн не володів досвідом командування військами і вже 20 жовтня 1941 року був повернутий до Берліна офіцером для особливих доручень при головнокомандувачі люфтваффе, а 28 лютого 1942 року звільнений в відставку. 1 березня 1942 року повернувся на службу, але жодних відповідальних посад не займав і 31 травня 1943 року знову вийшов у відставку.
5 серпня 1945 року заарештований югославською військовою владою. Югославським військовим трибуналом в Белграді визнаний винним у воєнних злочинах, скоєних в Сербії в 1941 році, і засуджений до смертної кари. Повішений.

## Звання
- Фанен-юнкер (2 жовтня 1905)
- Фенріх (14 червня 1906)
- Лейтенант (27 січня 1907)
- Обер-лейтенант (24 грудня 1914)
- Ротмістр (18 серпня 1916)
- Майор (1 жовтня 1929)
- Оберст-лейтенант (1 лютого 1932)
- Оберст (1 травня 1934)
- Генерал-майор (1 січня 1938)
- Генерал-лейтенант (1 жовтня 1939)
- Генерал авіації (1 квітня 1941)

## Нагороди
- Залізний хрест 2-го і 1-го класу
- Нагрудний знак «За поранення» в чорному
- Почесний хрест ветерана війни з мечами
- Медаль «За вислугу років у Вермахті» 4-го, 3-го, 2-го і 1-го класу (25 років)